# Chris Stein
Christopher Stein, detto Chris (New York, 5 gennaio 1950), è un chitarrista e compositore statunitense.
È cofondatore e chitarrista del gruppo new wave Blondie, formato nel 1975. Ha partecipato alla realizzazione delle colonne sonore dei film Wild Style (1983) e Union City (1980). È anche attivo ed apprezzato come fotografo.